# Birkengrünrüssler

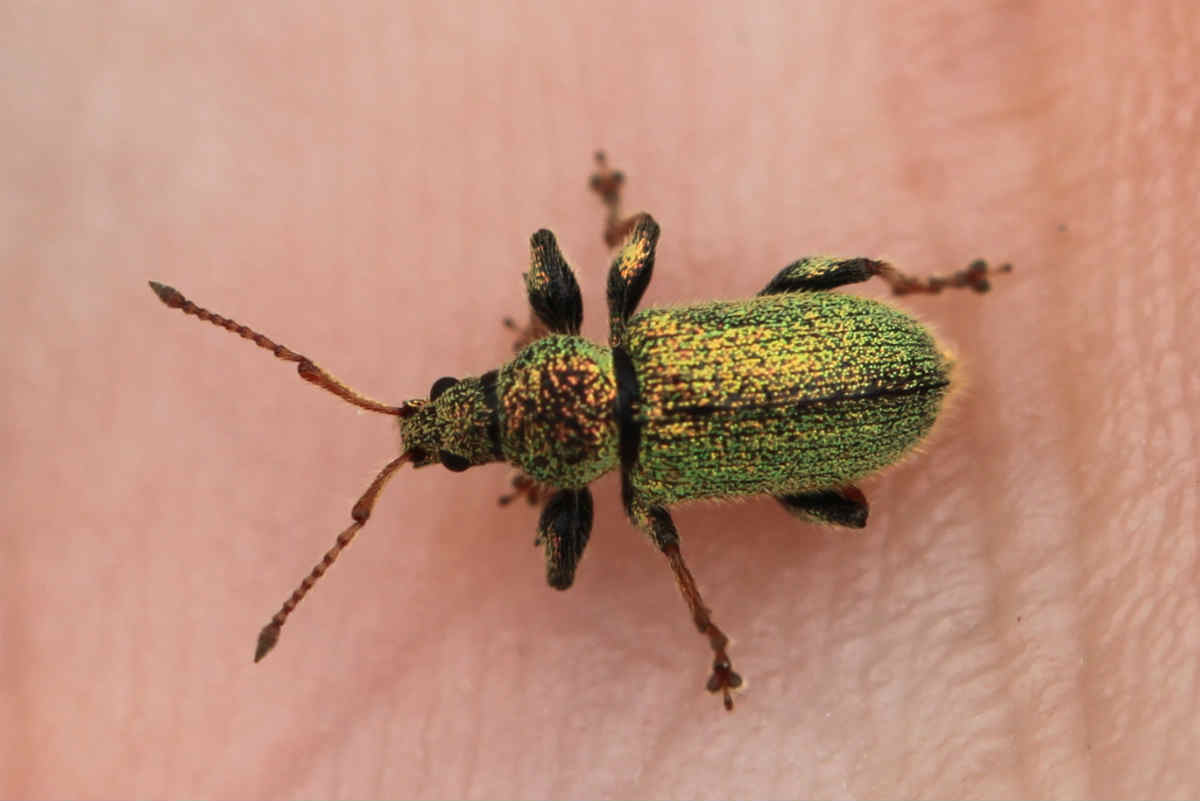
Phyllobius betulinus – Dorsalansicht

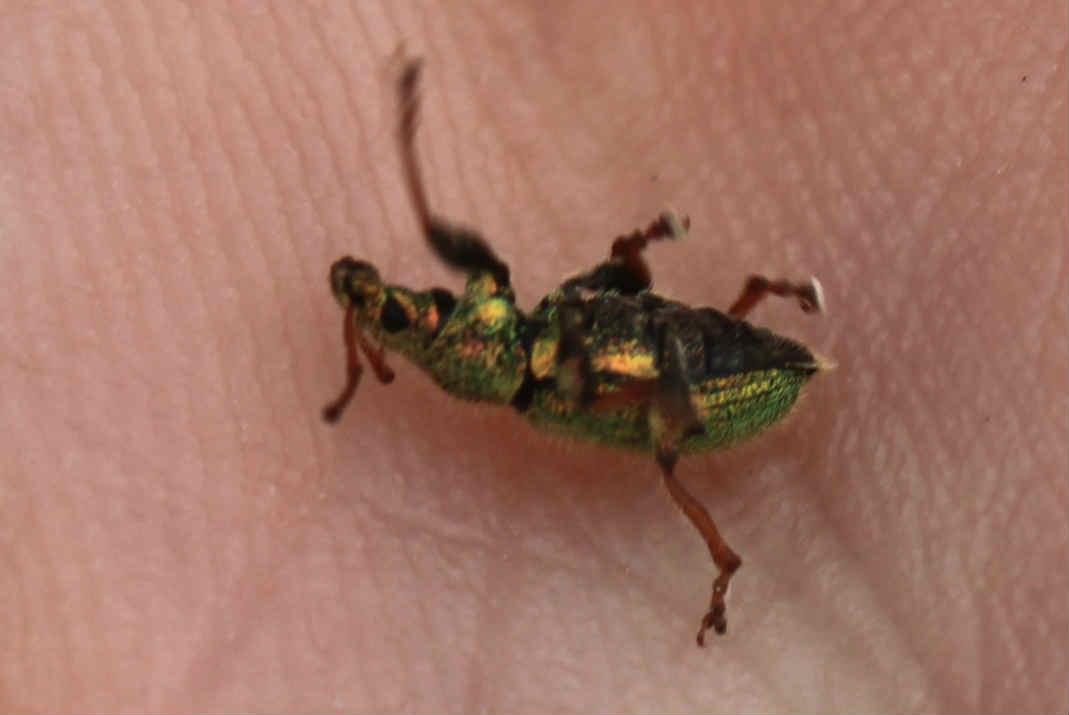
Phyllobius betulinus mit Blick auf die schuppenfreie Unterseite des Hinterleibs

Phyllobius betulinus, auch Birkengrünrüssler genannt, ist ein Käfer aus der Familie der Rüsselkäfer und der Unterfamilie Entiminae. Er trägt auch die deutsche Bezeichnung Weißdorn-Blattrüssler.

## Merkmale
Die Käfer sind 4–6 mm lang.
Sie sind mit grünen und goldgrünen Schuppen bedeckt. Sie weisen zahlreiche kahle Stellen auf. 
Ferner besitzen sie lange helle abstehende Haare, die auch auf der unbeschuppten Unterseite des Hinterleibs zu finden sind. An den Femora befindet sich jeweils ein kräftiger Dorn.

## Verbreitung
Die Art kommt in Mitteleuropa vor, ist aber nicht häufig. Das Verbreitungsgebiet erstreckt sich über die Britischen Inseln, das südliche Fennoskandinavien, das Baltikum, den nördlichen Mittelmeerraum sowie den Balkan.

## Lebensweise
Die Käfer fliegen von April bis September. 
Man findet sie häufig an Rosengewächsen (Rosaceae) der Gattungen Prunus und Crataegus (Weißdorne). Die Larven fressen an Wurzeln verschiedener Sträucher.

## Synonyme
Die Art ist in der Literatur auch unter folgenden Synonymen bekannt:
- Phyllobius betulae (Fabricius, 1801)

## Ähnliche Arten
- Phyllobius arborator: mit dunklen Haaren
- Silberner Grünrüssler (Phyllobius argentatus): Unterseite des Hinterleibs mit Schuppen; abweichende Kopfform[2][3]